# Rumex giganteus
Rumex giganteus är en slideväxtart som beskrevs av William Aiton.
Rumex giganteus ingår i släktet skräppor och familjen slideväxter. Inga underarter finns listade i Catalogue of Life.